# John Connelly (football)
Pour les articles homonymes, voir John Connelly et Connelly.
John Michael Connelly est un footballeur anglais né le 18 juillet 1938 à St Helens dans le Merseyside et mort le 25 octobre 2012 à Barrowford (en).

## Carrière
- 1956-1964 : Burnley  Angleterre
- 1964-1966 : Manchester United  Angleterre
- 1966-1970 : Blackburn Rovers  Angleterre
- 1970-1973 : Bury FC  Angleterre

## Palmarès
- 20 sélections et 7 buts avec l'équipe d'Angleterre entre 1959 et 1966.
- Vainqueur de la Coupe du monde 1966 avec l'Angleterre